# Cadulus atlanticus
Cadulus atlanticus är en blötdjursart som beskrevs av Henderson 1920. Cadulus atlanticus ingår i släktet Cadulus och familjen Gadilidae. Inga underarter finns listade i Catalogue of Life.